# Raymond Henry Norweb
Raymond Henry Norweb (* 31. Mai 1895 in Nottingham; † 10. Januar 1983 in Cleveland, Ohio) war ein US-amerikanischer Laufbahndiplomat.

## Leben
Seine Eltern waren Jeannie und Henry H. Norweb. Seine Familie zog mit Norweb 1907 nach Elyria, Ohio. Nach seinem Abschluss auf der Harvard University 1916, ging er 1917 nach Paris als Botschaftssekretär unter William Graves Sharp.
In Paris traf er Emery May Holden, welche im Ersten Weltkrieg, in einem Krankenwagen arbeitete. Frau Holden besaß einen von fünf 1913 Liberty Head Nickels. Norweb heiratete Emery May Holden (1895–1984) und wurde Numismatiker. Ihre Kinder waren Mother Mary Joseph, Albert und R. Henry Norweb Jr.(1918–1995). R. Henry Norweb Jr. sammelte neben Münzen auch Bäume.
1922 wurde er als Botschaftssekretär nach Tokio gesandt. Anschließend war er in Niederländisch-Indien. 1925 wurde er als Botschaftssekretär und Geschäftsträger nach Den Haag gesandt. 1929 wurde er als Berater nach Santiago de Chile gesandt.
Am 25. April 1936 wurde er von Franklin D. Roosevelt als Botschafter nach Bolivien entsandt. Am 10. August 1936 übergab er sein Akkreditierungsschreiben an die Regierung José David Toro Ruilova. Von 1932 bis 1935 war Bolivien am Chacokrieg beteiligt. Am 15. Juni 1937 verließ er den Botschafterposten in La Paz.
Am 22. April 1937 wurde er von Roosevelt als Botschafter nach Santo Domingo
entsandt. Am 7. Oktober 1937 übergab er sein Akkreditierungsschreiben an die Regierung Rafael Leónidas Trujillo Molina. Norweb legte seine Abberufung vor. Am 12. Januar 1940 wurde er von Roosevelt als Botschafter nach Lima entsandt. Am 10. April 1940 übergab er sein Akkreditierungsschreiben an die Regierung Manuel Prado y Ugarteche. In Lima war Norweb an einem us-peruanischen Deportationsprogramm für Dangerous Aliens beteiligt, welches sich an Roosevelts Executive Order 9066 orientierte. Japaner wurden aus Peru nach in die Seagoville Detention Station in Texas deportiert. Am 30. September 1943 verließ er den Botschafterposten in La Paz.
Am 15. November 1943 wurde er von Roosevelt als Botschafter nach Lissabon entsandt. Am 3. Dezember 1943 übergab er sein Akkreditierungsschreiben an die Regierung António de Oliveira Salazar. Im Dezember 1943 verhandelte Norweb die Einrichtung des US-Luftwaffenstützpunktes Lajes Field auf den Azoren. Am 4. Mai 1944 wurde er befördert. Am 15. Februar 1945 verließ er den Botschafterposten in Lissabon.
Am 9. Februar 1945 wurde er von Roosevelt als Botschafter nach Panama entsandt. Den Posten trat Norweb nicht an, Roosevelt starb am 12. April 1945. Am 21. Mai 1945 wurde er von Harry S. Truman als Botschafter nach Havanna entsandt. Er legte am 24. Juli 1945 sein Akkreditierungsschreiben bei der Regierung von Ramón Grau San Martín vor.
Am 22. Mai 1948 verließ er den Botschafterposten in Havanna.
Von 1950 bis 1969 war Norweb in Bratenahl City Councilman.
Er starb am 10. Januar 1983 an Krebs.